# Göran Eliasson (arkitekt)
Sven Göran Eliasson, född 13 februari 1932 i Helsingborg, död 2 januari 1999 i Linköping, var en svensk arkitekt.
Eliasson, som var son till kyrkoherde Ivar Eliasson och Hilma Johansson, avlade studentexamen i Lund 1951, blev filosofie kandidat i konsthistoria och sociologi där 1954 och utexaminerades som arkitekt från Kungliga Tekniska högskolan 1958. Han var förste assistent på institutionen för stadsbyggnad vid Kungliga Tekniska högskolan 1958, tävlingssekreterare i Svenska Arkitekters Riksförbund 1959–1961 och bedrev egen arkitektverksamhet. Han var redaktör för Svenska Arkitekters Riksförbunds tävlingsblad 1959–1962 och utredningsman för A-gruppen på Svenska Arkitekters Riksförbunds centralkontor från 1961. Han blev teknologie doktor vid Lunds tekniska högskola 1970 på avhandlingen Utredning och projektering i byggprocessen och senare docent där. Han arbetade under många år med praktisk och teoretisk verksamhet inom planering och byggande, men övergick 1979 efter en sjukdomsperiod till konstnärlig verksamhet på heltid.